# 2022年ミス香港選挙
2022年ミス香港選挙（2022ねんミスホンコンせんきょ、英語: Miss Hong Kong 2022）は2022年に行われた、香港のテレビ局である無綫電視による、ミス香港を選出するための選挙。その決勝戦は2022年9月25日に九龍紅磡の香港コロシアムで開催された。

## 順位
- グランプリ：林鈺洧
- 2位：許子萱
- 3位：梁超怡